# Eleição parlamentar na Venezuela em 2020
A eleição parlamentar venezuelana de 2020 ocorreu em 6 de dezembro para renovar todos os assentos da Assembleia Nacional, composta a partir dessas eleições por 277 deputados, eleitos para um mandato de 5 anos iniciado em 5 de janeiro de 2021 e que se encerrará em 5 de janeiro de 2026.

## Antecedentes
O escrutínio foi marcado por uma massiva abstenção do eleitorado venezuelano, motivado pela posição oficial da coalizão oposicionista Mesa da Unidade Democrática em boicotar o processo eleitoral diante da existência de fortes indícios de irregularidades na organização das eleições que acabariam por levar à prática de fraudes eleitorais que beneficiassem o governista Partido Socialista Unido da Venezuela, bem como os demais partidos aliados ao governo de Nicolás Maduro, que integravam a coalizão governista Grande Polo Patriótico Simón Bolívar (GPPSB).

## Resultados eleitorais
Com essa decisão conjunta da oposição venezuelana, o GPPSB foi o grande vencedor das eleições, obtendo um total de 69,34% dos votos válidos e conquistando 253 dos 277 assentos da Assembleia Nacional. Por sua vez, a Aliança Democrática, nova coalizão política oposicionista formada por políticos e partidos dissidentes da MUD, decidiu participar das eleições e conquistou 18,76% dos votos, elegendo 18 deputados. 
Com isso, o governo de Nicolás Maduro passou a deter domínio total do Poder Legislativo, inviabilizando quaisquer tentativas dos demais partidos em formar uma oposição forte e combativa no parlamento venezuelano.
| Resultados eleitorais após 100% dos votos apurados |                                              |            |       |          |      |
| Partido                                            | Partido                                      | Votos      | %     | Cadeiras | +/–  |
|                                                    | Grande Polo Patriótico Simón Bolívar (GPPSB) | 4.321.975  | 69,34 | 253      | 198  |
|                                                    | Aliança Democrática (AD)                     | 1.169.872  | 18,76 | 18       | Novo |
|                                                    | Venezuela Primeiro (PV)                      | 260.720    | 4,18  | 2        | Novo |
|                                                    | Partido Comunista da Venezuela (PCV)         | 170.352    | 2,73  | 1        | 1    |
|                                                    | Assentos indígenas                           | –          | –     | 3        | 0    |
| Total de votos válidos                             | Total de votos válidos                       | 6.262.888  | 99,29 | 277      | 110  |
| Votos inválidos (brancos e nulos)                  | Votos inválidos (brancos e nulos)            | 45.088     | 0,71  | –        | –    |
| Total de votos registrados                         | Total de votos registrados                   | 6.307.976  | 30,46 | –        | –    |
| Eleitorado apto a votar                            | Eleitorado apto a votar                      | 20.710.421 | 100   | –        | –    |